# 真咲乱
真咲 乱（まさき らん、1965年7月26日 - ）は日本の女優・モデル。

## 来歴
1982年、「志村百合子」の芸名でタレントとしてデビュー。翌年、映画『積木くずし』に出演（クレジットなし）。
1985年、高倉美貴がにっかつの3代目SMの女王（いわゆるサドの女王様ではなく、縛られるマゾ役）を引退して一般作の女優に転じたため、真咲乱に芸名を改め、映画『団鬼六 美教師地獄責め』で”4代目SMの女王”（最後のSMの女王）としてにっかつロマンポルノに初主演。公称1メートルの巨乳（キャッチフレーズは1000ミリバスト）で人気を博した。
ロマンポルノは活動期間1年弱・主演3本で引退し、1986年にアダルトビデオに出演。AVはいずれも擬似本番のソフトアダルトであった。引退後は銀座の高級クラブに務めていた時期があるといわれるが、その後の消息は不明。
なお、同時期にピンク映画やグラビア、ストリップなどで活動していた水上乱と同一人物とする情報があるが、まったくの別人である。

## 出演作品
映画
- 積木くずし（東宝企画、1983）＊志村百合子名義

ロマン・ポルノ
- 団鬼六 美教師地獄責め（にっかつ、1985）
- 団鬼六　蛇と鞭（にっかつ、1986）
- 花と蛇 白衣縄奴隷（にっかつ、1986）

アダルトビデオ
- バストヒップ　乱・乱・乱（現映社）SH-426
- いん乱な乱（現映社）SH-433
- グラマラス・ラブ（VIP）
- 危険な匂い グラマラス・ラブ2（1986年、VIP）
- 乳姦（ヴイ・シー・エー）ビデ倫 964285
- 変態バスト100（ヴイ・シー・エー）ビデ倫 964286
- 真咲乱ファイナル　サヨナラE嬢（Ponytale、1987）

写真集
- LADY M　真・咲・乱写真集（ミリオン出版）
- 日時計　SUN DIAL　遠藤正迫熱写真集（竹書房、1991）＊志村百合子名義